# Camponotus heteroclitus
Camponotus heteroclitus är en myrart som beskrevs av Auguste-Henri Forel 1895. Camponotus heteroclitus ingår i släktet hästmyror, och familjen myror. Inga underarter finns listade.

## Bildgalleri

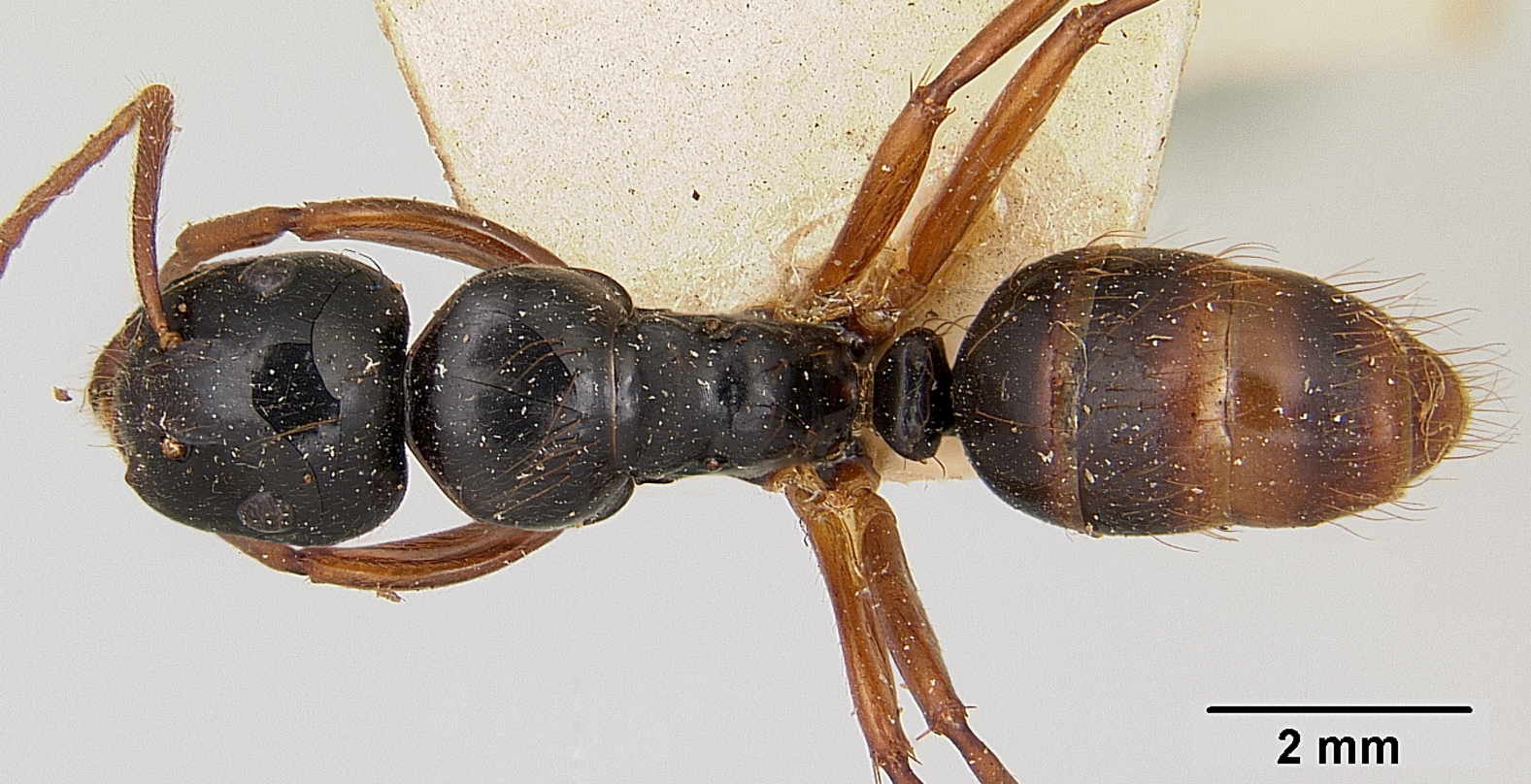
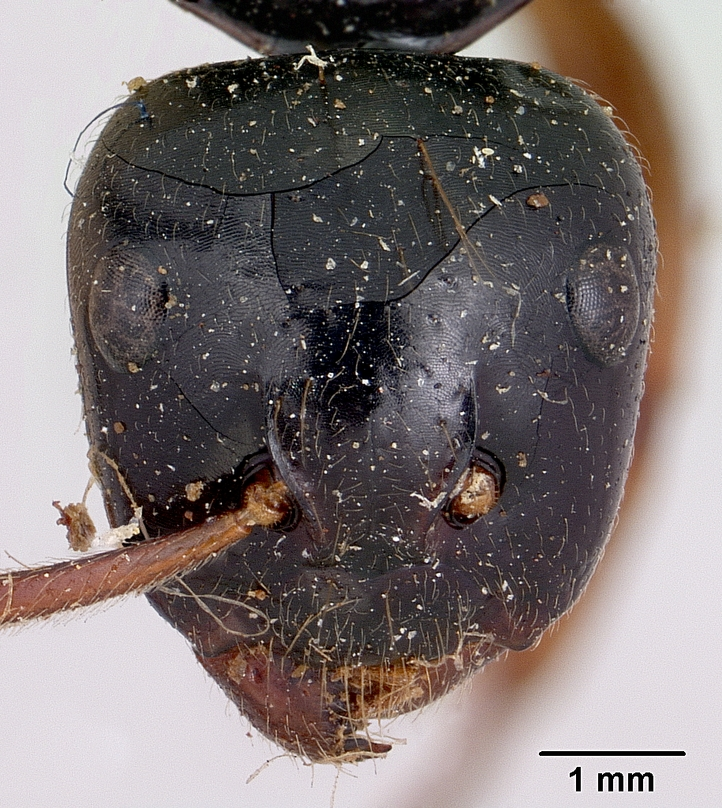
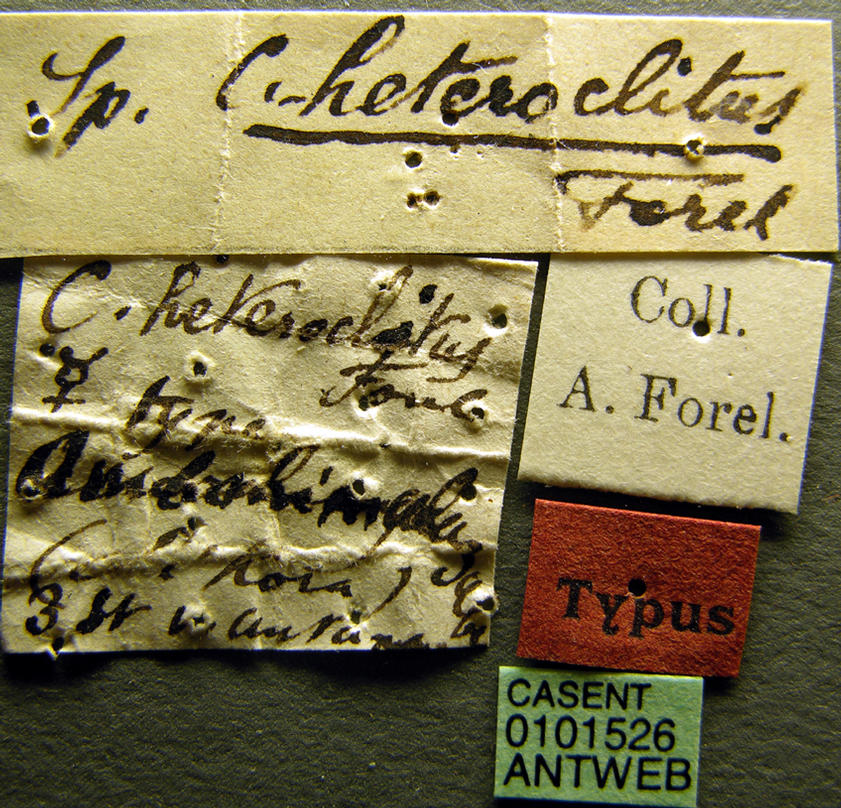
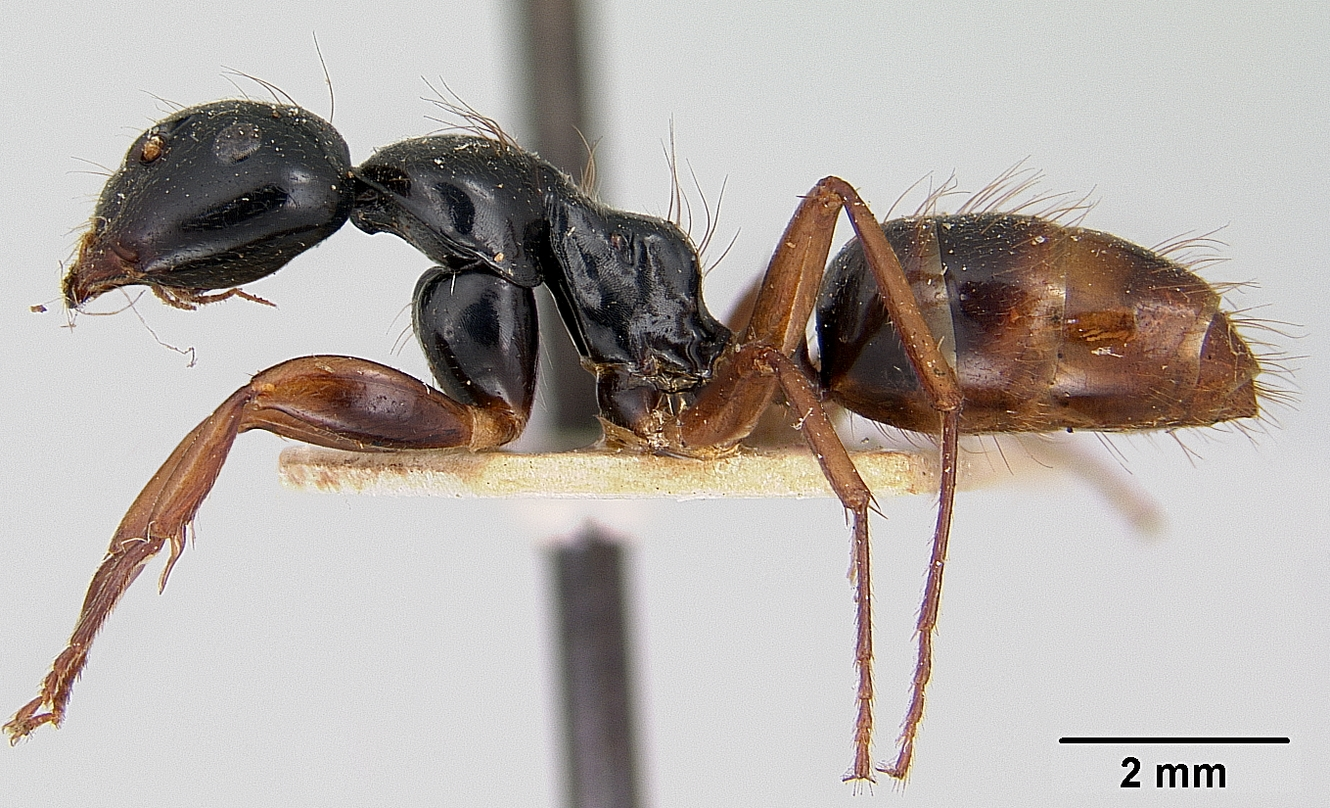
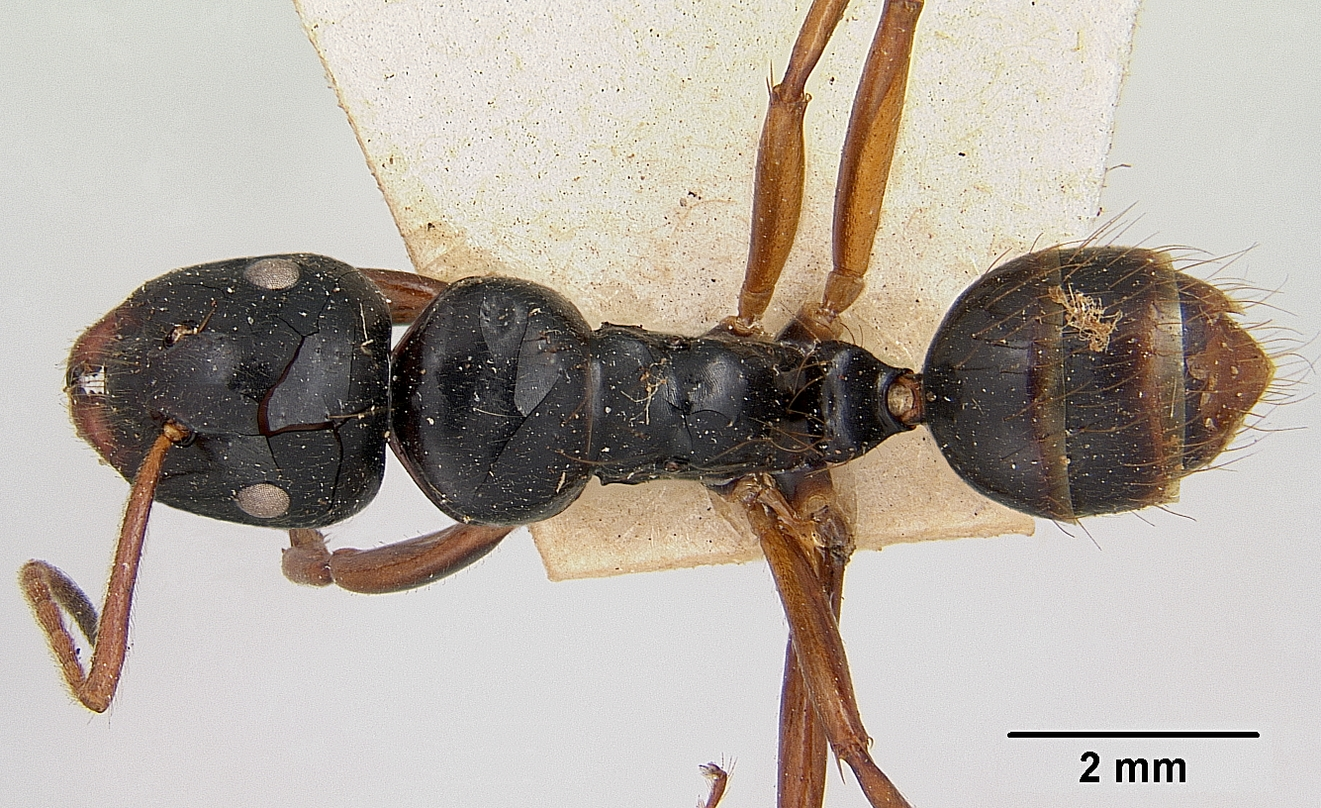
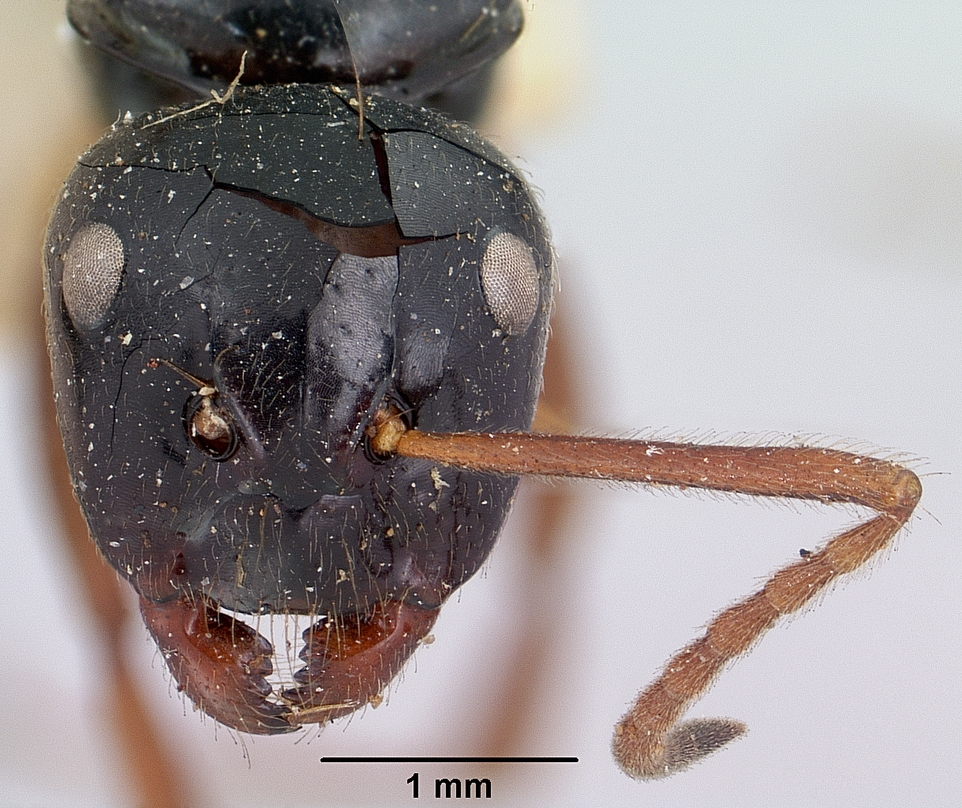